# Cristian González (calciatore 1996)
Cristian Marcelo González Tassano (Montevideo, 23 luglio 1996) è un calciatore uruguaiano, difensore del Remo.

## Caratteristiche tecniche
È un difensore centrale.

## Carriera

### Club
Cresciuto nelle giovanili del Danubio, ha esordito il 7 marzo 2015 in un match pareggiato 0-0 contro i Montevideo Wanderers.
Nel 2016 è stato acquistato dal Siviglia che lo ha aggregato alla formazione riserve.
Nel 2018 viene ceduto al Twente, club militante in seconda divisione olandese.

### Nazionale
Nel 2015 con la nazionale Under-20 uruguaiana ha preso parte al campionato mondiale, disputando un match.

## Statistiche

### Presenze e reti nei club
Statistiche aggiornate al 6 gennaio 2017.
| Stagione        | Squadra           | Campionato      | Campionato | Campionato | Coppe nazionali | Coppe nazionali | Coppe nazionali | Coppe continentali | Coppe continentali | Coppe continentali | Altre coppe | Altre coppe | Altre coppe | Totale | Totale | Totale |
| Stagione        | Squadra           | Comp            | Pres       | Reti       | Comp            | Pres            | Reti            | Comp               | Pres               | Reti               | Comp        | Pres        | Reti        | Pres   | Reti   |        |
| --------------- | ----------------- | --------------- | ---------- | ---------- | --------------- | --------------- | --------------- | ------------------ | ------------------ | ------------------ | ----------- | ----------- | ----------- | ------ | ------ | ------ |
| 2014-2015       | Danubio           | PD              | 9          | 0          |                 | -               | -               | CL+CS              | 4+0                | 0                  |             | -           | -           | 13     | 0      |        |
| 2015-2016       | Danubio           | PD              | 22         | 0          |                 | -               | -               |                    | -                  | -                  |             | -           | -           | 22     | 0      |        |
| Totale Danubio  | Totale Danubio    | Totale Danubio  | 31         | 0          |                 | -               | -               |                    | 4                  | 0                  |             | -           | -           | 35     | 0      |        |
| 2016-2017       | Siviglia Atlético | SD              | 17         | 1          |                 | -               | -               |                    | -                  | -                  |             | -           | -           | 17     | 1      |        |
| 2017-2018       | Siviglia Atlético | SD              | 2          | 0          |                 | -               | -               |                    | -                  | -                  |             | -           | -           | 2      | 0      |        |
| Totale carriera | Totale carriera   | Totale carriera | 50         | 1          |                 | -               | -               |                    | 4                  | 0                  |             | -           | -           | 54     | 1      |        |

## Palmarès

### Club

#### Competizioni nazionali
- Eerste Divisie: 1

Twente: 2018-2019